# 前1740年代
| 千纪： | 前2千纪 |
| 世纪： | 前19世纪 \| 前18世纪 \| 前17世纪                                                                                     |
| 年代： | 前1770年代 \| 前1760年代 \| 前1750年代 \| 前1740年代 \| 前1730年代 \| 前1720年代 \| 前1710年代                       |
| 年份： | 前1749年 \| 前1748年 \| 前1747年 \| 前1746年 \| 前1745年 \| 前1744年 \| 前1743年 \| 前1742年 \| 前1741年 \| 前1740年 |

## 重要事件及趋势
- 前1749年，萨姆苏·伊路那继承汉谟拉比为巴比伦王。然而，他的统治不是非常有效，在他统治下美索不达米亚持续动荡。
- 约前1740年，阿卡德亚述统治者普朱尔辛驱赶巴比伦人、亚摩利人。

## 重要人物
- 内弗尔霍特普一世，古埃及第十三王朝法老。
- 阿尼塔，赫梯国王。
- 伊什梅-达甘一世，亚述国王
- 汉谟拉比、萨姆苏·伊路那，巴比伦国王。
- 瑞姆辛一世，拉尔萨国王。自前1758年开始统治，根据短年表。同样的年表记录是在前1699年去世。
- 芒，夏朝君主。